# Episodi di Arrested Development - Ti presento i miei (quarta stagione)
La quarta stagione della serie televisiva Arrested Development - Ti presento i miei è stata pubblicata su Netflix il 26 maggio 2013.
Il 4 maggio 2018 Netflix pubblica una versione remixata della quarta stagione dal sottotitolo Conseguenze disastrose in cui i 15 episodi vengono montati in maniera diversa e con una durata minore, facendo durare la stagione 22 episodi.
In lingua italiana la stagione è stata pubblicata su Netflix il 22 ottobre 2015.
| nº | Titolo originale         | Titolo italiano        | Pubblicazione USA | Pubblicazione Italia |
| -- | ------------------------ | ---------------------- | ----------------- | -------------------- |
| 1  | Flight of the Phoenix    | Il volo della fenice   | 26 maggio 2013    | 22 ottobre 2015      |
| 2  | Borderline Personalities | Personalità borderline | 26 maggio 2013    | 22 ottobre 2015      |
| 3  | Indian Takers            | Non fare l'indiano     | 26 maggio 2013    | 22 ottobre 2015      |
| 4  | The B. Team              | Il B. Team             | 26 maggio 2013    | 22 ottobre 2015      |
| 5  | A New Start              | Un nuovo inizio        | 26 maggio 2013    | 22 ottobre 2015      |
| 6  | Double Crossers          | Doppiogiochisti        | 26 maggio 2013    | 22 ottobre 2015      |
| 7  | Colony Collapse          | Crollo della colonia   | 26 maggio 2013    | 22 ottobre 2015      |
| 8  | Red Hairing              | In rosso               | 26 maggio 2013    | 22 ottobre 2015      |
| 9  | Smashed                  | Smash                  | 26 maggio 2013    | 22 ottobre 2015      |
| 10 | Queen B.                 | La regina B.           | 26 maggio 2013    | 22 ottobre 2015      |
| 11 | A New Attitude           | Un nuovo atteggiamento | 26 maggio 2013    | 22 ottobre 2015      |
| 12 | Señoritis                | Señoritis              | 26 maggio 2013    | 22 ottobre 2015      |
| 13 | It Gets Better           | Le cose migliorano     | 26 maggio 2013    | 22 ottobre 2015      |
| 14 | Off the Hook             | Scagionato             | 26 maggio 2013    | 22 ottobre 2015      |
| 15 | Blockheads               | Scemotti               | 26 maggio 2013    | 22 ottobre 2015      |

## Il volo della fenice
- Titolo originale: Flight of the Phoenix
- Diretto da: Mitchell Hurwitz e Troy Miller
- Scritto da: Mitchell Hurwitz

### Trama
Il 4 maggio 2012 la comunità messicana di Newport Beach festeggia il Cinco de Cuatro, festività fittizia inventata nel 1982 da Lucille Bluth per rovinare agli immigrati messicani il Cinco de Mayo. Michael Bluth si reca alle celebrazioni per incontrare Lucille "2" Austero, proprietaria della maggior parte delle azioni della compagnia dei Bluth, con l'intenzione di vendersi sessualmente per ottenere dei favori finanziari. Più tardi entra nella casa modello della Sudden Valley, umiliato e sconfitto, credendo di essere solo. Nella casa però c'è già GOB, che non vede da diverso tempo e che è in compagnia di un misterioso personaggio, le cui gambe vengono inquadrate mentre esce dalla camera da letto. GOB decide così di far ingerire al fratello con la forza una pillola di Forget-me-now.
Il flashback narra gli eventi che hanno portato a quella notte a partire dal 2006.
Dopo aver tentato di fuggire con George Michael, Michael ci ripensa e torna indietro. Sua madre Lucille intanto viene incriminata dalle leggi marittime per aver preso illegalmente il comando della nave, ma Michael, come quasi tutti i familiari e Barry, non si presenta al suo processo che avviene nel maggio successivo. Nello stesso mese George Michael si diploma e si prepara a partire per il college. Intanto Michael si reca alla Penthouse per comunicare ancora una volta ai suoi che ha rotto con la famiglia e in quell'occasione i suoi genitori annunciano il loro divorzio imminente. Dopo la partenza di George Michael Michael si concentra nella costruzione delle case della Sudden Valley, che termina alla fine dell'anno.
Tuttavia la zona è poco collegata e alcuni difetti di fabbricazione gli impediscono di vendere le case, in più nella primavera del 2007 scoppia la crisi del mercato immobiliare, che contribuisce a lasciare le case vuote e Michael pieno di debiti. All'inizio del 2008, così, si ritrova a chiedere un prestito a Lucille 2.
Solo dopo la morte del postino Pete nel 2011 Michael si decide a lasciare la Sudden Valley e si reca nel dormitorio del figlio, che non ha il coraggio di cacciarlo via subito. George Michael sta realizzando un software per la privacy on line chiamato Fakeblock insieme al suo compagno P Hound, ispirato dalla mancanza di privacy subita a causa della presenza del padre. Michael infatti resta per molto tempo al dormitorio, dove anche altri genitori e nonni si sono rifugiati a causa della crisi economica. Qualche tempo dopo l'uomo sorprende la nipote Maeby nella stanza del figlio, dove entrambi stanno parlando di Fakeblock. Più tardi, raggiunge il figlio al laboratorio informatico per dirgli che sarà sulla rivista aerea Altitude, ma P Hound lo prende in giro credendo che si tratti di Attitude (nota rivista gay). Esasperato dall'invadenza del genitore, George Michael organizza una votazione per espellerlo dal dormitorio alla quale partecipano anche il compagno e la cugina, facendogli credere però che il complotto sarà ai danni di P Hound. Alla fine tutti i voti risultano essere contro Michael, compreso quello di suo figlio, tradito dalle lettere cancellate "da" (dad). Fortemente rattristato, Michael si decide a partire. Si reca finalmente nella tanto desiderata Phoenix, ma appena arrivato all'aeroporto si rende conto che. vuole tornare indietro. Appena tornato a Los Angeles si reca nella casa dei genitori, dove incontra Lindsay e scopre che l'appartamento è occupato da uno struzzo. A questo punto decide di recarsi al "Cinco de Cuatro" per corrompere Lucille 2, che si trova lì con la sua socia Sally Sitwell per la sua campagna elettorale contro il conservatore Herbert Love.

## Personalità borderline
- Titolo originale: Borderline Personalities
- Diretto da: Mitchell Hurwitz e Troy Miller
- Scritto da: Jim Vallely e Richard Rosenstock

## Non fare l'indiano
- Titolo originale: Indian Takers
- Diretto da: Mitchell Hurwitz e Troy Miller
- Scritto da: Caroline Williams e Dean Lorey

## Il B. Team
- Titolo originale: The B. Team
- Diretto da: Troy Miller e Mitchell Hurwitz
- Scritto da: Mitchell Hurwitz e Jim Vallely

## Un nuovo inizio
- Titolo originale: A New Start
- Diretto da: Mitchell Hurwitz e Troy Miller
- Scritto da: Dean Lorey e Jim Vallely

## Doppiogiochisti
- Titolo originale: Double Crossers
- Diretto da: Troy Miller e Mitchell Hurwitz
- Scritto da: Dean Lorey e Richard Rosenstock

## Crollo della colonia
- Titolo originale: Colony Collapse
- Diretto da: Mitchell Hurwitz e Troy Miller
- Scritto da: Mitchell Hurwitz e Jim Vallely

## In rosso
- Titolo originale: Red Hairing
- Diretto da: Troy Miller e Mitchell Hurwitz
- Scritto da: Caroline Williams e Richard Rosenstock

## Smash
- Titolo originale: Smashed
- Diretto da: Mitchell Hurwitz e Troy Miller
- Scritto da: Dean Lorey e Richard Rosenstock

## La regina B.
- Titolo originale: Queen B.
- Diretto da: Troy Miller e Mitchell Hurwitz
- Scritto da: Richard Rosenstock e Dean Lorey

## Un nuovo atteggiamento
- Titolo originale: A New Attitude
- Diretto da: Mitchell Hurwitz e Troy Miller
- Scritto da: Mitchell Hurwitz e Jim Vallely

## Señoritis
- Titolo originale: Señoritis
- Diretto da: Mitchell Hurwitz e Troy Miller
- Scritto da: Jim Brandon e Brian Singleton

## Le cose migliorano
- Titolo originale: It Gets Better
- Diretto da: Troy Miller e Mitchell Hurwitz
- Scritto da: Dean Lorey e Richard Rosenstock

## Scagionato
- Titolo originale: Off the Hook
- Diretto da: Mitchell Hurwitz e Troy Miller
- Scritto da: Jim Vallely e Mitchell Hurwitz

## Scemotti
- Titolo originale: Blockheads
- Diretto da: Mitchell Hurwitz e Troy Miller
- Scritto da: Mitchell Hurwitz e Jim Vallely